# Meurtre d'Anouch Apetian
Anouch Apetian (en arménien : Անուշ Ապետյան), née en 1986 et morte le 13 ou 14 septembre 2022, est une soldate arménienne torturée, mutilée, violée, puis tuée par les Forces armées azerbaïdjanaises lors du Conflit arméno-azerbaïdjanais de septembre 2022 dans la ville de Djermouk,,. Apetian a trois enfants, âgés de 16, 15 et 4 ans.

## Meurtre
Lors de l'invasion par l'Azerbaïdjan des terres arméniennes entre le 13 et le 14 septembre, une combattante arménienne nommée Anouch Apetian est capturée vivante par les forces azerbaïdjanaises aux côtés de plus de 10 soldats arméniens capturés vivants, selon le ministère arménien de la Défense.
Après cela, la vidéo de torture et de mutilation d'une femme capturée par des soldats azerbaïdjanais est publiée pour la première fois sur Telegram et après un certain temps, il est prouvé que la femme est Anouch Apetian. Dans cette vidéo, il est évident qu'elle est torturée et mutilée, ses jambes sont coupées, au moins un doigt est coupé et placé dans sa bouche, un œil a été crevé et remplacé par une pierre, et ce alors que les soldats azerbaïdjanais qui l'entourent font la fête et se moquent d'elle,,.

## Réactions
Le 20 septembre 2022, la porte-parole de la Plateforme des femmes Dicle Amed (DAKP), Kıymet Yıldır, rappelle et condamne le meurtre d'Anouch Apetian par les forces azerbaïdjanaises, lors de rassemblements de femmes dans certaines villes de Turquie comme Van, Diyarbakır et Istanbul qui a tenu à condamner à la fois le meurtre de Mahsa Amini par la police iranienne et aussi celui d'Anouch Apetian.
L'Union des femmes arméniennes publie une déclaration lue par les coprésidentes Anahit Qasabian et Arbi Kespirian, au parc Öcalan à Hassaké dans le Rojava, condamnant le meurtre de la soldate arménienne Anouch Apetian par les forces azerbaïdjanaises et de Mahsa Amini par le régime iranien, et appelle à toutes les femmes à s'unir contre la tyrannie.
Le sénateur américain Bob Menendez, président du Comité des affaires étrangères du Sénat des États-Unis, appelle à cesser l'aide financière et militaire à l'Azerbaïdjan après la découverte de cette vidéo, considérant que la politique étrangère des États-Unis ne peut aider des États terroristes qui commettent des crimes de guerre,.
Pour l'Institut Lemkin pour la prévention des génocides, ce crime de guerre s'inscrit dans une « politique génocidaire » de la part de l'Azerbaïdjan à l'égard de la population arménienne.